# Săcădat (gmina)
Săcădat – gmina w Rumunii, w okręgu Bihor. Obejmuje miejscowości Borșa, Săbolciu i Săcădat. W 2011 roku liczyła 1910 mieszkańców.